# Khoái Châu (xã)
Khoái Châu là một xã thuộc tỉnh Hưng Yên, Việt Nam.

## Địa lý
Xã Khoái Châu nằm ở phía tây bắc của tỉnh Hưng Yên, có vị trí địa lý:
- Phía tây giáp xã Châu Ninh.
- Phía đông giáp xã Việt Tiến.
- Phía nam giáp xã Chí Minh.
- Phía bắc giáp xã Triệu Việt Vương.

## Lịch sử
Ngày 16 tháng 6 năm 2025, Ủy ban Thường vụ Quốc hội ban hành Nghị quyết số 1666/NQ-UBTVQH15 về việc sắp xếp các đơn vị hành chính cấp xã của tỉnh Hưng Yên năm 2025. Theo đó, sắp xếp toàn bộ diện tích tự nhiên, quy mô dân số của thị trấn Khoái Châu và các xã Liên Khê, Phùng Hưng, Đông Kết thành xã mới có tên gọi là xã Khoái Châu.